# دویلین (لوئیزیانا)
دویلین (به انگلیسی: Doyline) شهری در ایالت لوئیزیانا کشور ایالات متحده آمریکا است که جمعیت آن در سرشماری سال ۲۰۱۰ میلادی، ۸۱۸ نفر بوده‌است.